# Tsjecho-Slowakije op de Olympische Winterspelen 1948
Tijdens de Olympische Winterspelen van 1948, die in Sankt Moritz (Zwitserland) werden gehouden, nam Tsjecho-Slowakije voor de vijfde keer deel.

## Medailleoverzicht
| Sport     | Olympiër       | Discipline | Medaille |
| --------- | -------------- | ---------- | -------- |
| IJshockey | Olympisch team | mannen     | Zilver   |

## Deelnemers en resultaten

### Alpineskiën
| Olympiër              | Discipline     | Resultaat | Prestatie                                                                        |
| --------------------- | -------------- | --------- | -------------------------------------------------------------------------------- |
| Luboš Brchel          | afdaling (m)   | 27e       | 3.12,4 (+17,4)                                                                   |
| Luboš Brchel          | slalom (m)     | 9e        | 2.16,6 (+6,3) 1.10,8+1.05,8                                                      |
| Luboš Brchel          | combinatie (m) | 14e       | 14,85 punten (+11,58) afdaling: 9,82 p (3.12,4) slalom: 5,03 p (1.19,1+1.07,2)   |
| Zdeněk Parma          | slalom (m)     | dnf       | opgave                                                                           |
| Daniel Šlachta        | afdaling (m)   | 46e       | 3.29,4 (+34,4)                                                                   |
| Daniel Šlachta        | slalom (m)     | 33e       | 2.38,7 (+28,4) 1.21,0+1.17,7                                                     |
| Daniel Šlachta        | combinatie (m) | 33e       | 34,41 punten (+31,14) afdaling: 19,20 p (3.29,4) slalom: 15,21 p (1.37,4+1.12,0) |
| Antonín Šponar        | afdaling (m)   | 17e       | 3.09,1 (+14,1)                                                                   |
| Antonín Šponar        | slalom (m)     | 22e       | 2.26,7 (+16,4) 1.20,2+1.06,5                                                     |
| Antonín Šponar        | combinatie (m) | 9e        | 11,19 punten (+7,92) afdaling: 7,84 p (3.09,1) slalom: 3,35 p (1.13,1+1.09,4)    |
| Božena Moserová       | afdaling (v)   | 25e       | 2.46,1 (+17,8)                                                                   |
| Božena Moserová       | slalom (v)     | 19e       | 2.20,1 (+22,9) 1.12,5+1.07,6                                                     |
| Božena Moserová       | combinatie (v) | 18e       | 23,01 punten (+16,43) afdaling: 11,26 p (2.46,1) slalom: 11,75 p (1.14,6+1.07,0) |
| Alexandra Nekvapilová | afdaling (v)   | 14e       | 2.37,2 (+8,9)                                                                    |
| Alexandra Nekvapilová | slalom (v)     | 16e       | 2.12,0 (+14,8) 1.03,2+1.08,8                                                     |
| Alexandra Nekvapilová | combinatie (v) | 9e        | 10,98 punten (+4,40) afdaling: 5,63 p (2.37,2) slalom: 5,35 p (1.05,9+1.02,9)    |

### Bobsleeën
| Olympiër                                                | Discipline                        | Resultaat | Prestatie                                          |
| ------------------------------------------------------- | --------------------------------- | --------- | -------------------------------------------------- |
| Max Ippen Eduard Novotný                                | 2-mansbob (m) Tsjecho-Slowakije I | 14e       | 5.46,6 (+17,4) (1.27,2 / 1.26,4 / 1.26,3 / 1.26,7) |
| Max Ippen František Zajíšek Ivan Šipajlo Eduard Novotný | 4-mansbob (m) Tsjecho-Slowakije I | 14e       | 5.35,5 (+15,4) (1.20,6 / 1.24,1 / 1.25,4 / 1.25,4) |

### Kunstrijden
| Olympiër                        | Discipline | Resultaat | Prestatie                 |
| ------------------------------- | ---------- | --------- | ------------------------- |
| Ladislav Čáp                    | mannen     | 10e       | pc. 96,0; 160,233 punten  |
| Zdeněk Fikar                    | mannen     | 13e       | pc. 114,0; 154,155 punten |
| Jiřina Nekolová                 | vrouwen    | 4e        | pc. 34,0; 154,088 punten  |
| Alena Vrzáňová                  | vrouwen    | 5e        | pc. 44,0; 153,044 punten  |
| Dagmar Lerchová                 | vrouwen    | 13e       | pc. 112,0; 144,433 punten |
| Blažena Knittlová Karel Vosátka | paarrijden | dnf       | opgave                    |

### Langlaufen
| Olympiër                                                          | Discipline        | Resultaat | Prestatie                                       |
| ----------------------------------------------------------------- | ----------------- | --------- | ----------------------------------------------- |
| František Balvín                                                  | 50 km (m)         | 11e       | 4:17.51 (+30.03)                                |
| Jaroslav Cardal                                                   | 18 km (m)         | 40e       | 1:25.44 (+11.54)                                |
| Jaroslav Cardal                                                   | 50 km (m)         | 8e        | 4:14.34 (+26.46)                                |
| Vít Fousek                                                        | 18 km (m)         | 58e       | 1:29.37 (+16.47)                                |
| Vít Fousek                                                        | 50 km (m)         | dnf       | opgave                                          |
| Jaroslav Kadavý                                                   | 18 km (m)         | 67e       | 1:32.47 (+19.57)                                |
| Bohumil Kosour                                                    | 18 km (m)         | 58e       | 1:29.37 (+16.47)                                |
| Štefan Kovalcík                                                   | 18 km (m)         | 63e       | 1:31.06 (+18.16)                                |
| Jaroslav Lukeš                                                    | 18 km (m)         | 78e       | 1:41.00 (+28.10)                                |
| František Šimůnek                                                 | 18 km (m)         | 72e       | 1:35.21 (+22.31)                                |
| Jaroslav Zajíček                                                  | 18 km (m)         | 60e       | 1:29.44 (+16.54)                                |
| Jaroslav Zajíček                                                  | 50 km (m)         | 20e       | 4:44.35 (+56.47)                                |
| Štefan Kovalčík František Balvín Jaroslav Zajíček Jaroslav Cardal | 4x10 km estafette | 8e        | 2:54.56 (+7.08) (42.57 / 43.12 / 44.53 / 43.54) |

### Noordse combinatie
| Olympiër          | Discipline | Resultaat | Prestatie                                                              |
| ----------------- | ---------- | --------- | ---------------------------------------------------------------------- |
| Jaroslav Kadavý   | mannen     | 31e       | 338,60 punten 18 km: 157,50 (1:32.17) schans: 181,1 (51,5+55,0+55,5 m) |
| Bohumil Kosour    | mannen     | 32e       | 328,50 punten 18 km: 169,50 (1:29.37) schans: 159,0 (44,5+47,5+48,5 m) |
| Jaroslav Lukeš    | mannen     | 35e       | 320,90 punten 18 km: 115,50 (1:41.00) schans: 205,4 (63,5+62,0+65,0 m) |
| František Šimunek | mannen     | 36e       | 312,30 punten 18 km: 142,50 (1:35.21) schans: 169,8 (51,0+50,0+52,0 m) |

### Schaatsen
| Olympiër       | Discipline   | Resultaat | Prestatie       |
| -------------- | ------------ | --------- | --------------- |
| Vladimír Kolář | 500 m (m)    | 26e       | 46,1 (+3,0)     |
| Vladimír Kolář | 1500 m (m)   | 26e       | 2.25,6 (+8,0)   |
| Vladimír Kolář | 5000 m (m)   | 22e       | 8.58,9 (+29,5)  |
| Vladimír Kolář | 10.000 m (m) | dq        | diskwalificatie |

### Schansspringen
| Olympiër            | Discipline | Resultaat | Prestatie                  |
| ------------------- | ---------- | --------- | -------------------------- |
| Miloslav Bělonožník | mannen     | 16e       | 203,9 punten (61,0+60,0 m) |
| Zdeněk Remsa        | mannen     | 20e       | 198,6 punten (59,0+61,5 m) |
| Jaroslav Lukeš      | mannen     | 21e       | 198,5 punten (58,0+60,5 m) |
| Josef Císař         | mannen     | 29e       | 189,4 punten (59,0+62,0 m) |

### IJshockey
| Olympiër | Discipline | Resultaat | Prestatie |
| --- | ---------- | --------- | --- |
| Vladimír Bouzek Augustin Bubník Jaroslav Drobný Přemysl Hainý Zdeněk Jarkovský Vladimír Kobranov Stanislav Konopásek Bohumil Modrý Miloslav Pokorný Václav Roziňák Miroslav Sláma Karel Stibor Vilibald Šťovík Ladislav Troják Josef Trousílek Oldřich Zábrodský Vladimír Zábrodský | mannen     | Zilver    | toernooi: 22 - 3 Tsjecho-Slowakije - Italië 6 - 3 Tsjecho-Slowakije - Zweden 13 - 1 Tsjecho-Slowakije - Polen 11 - 4 Tsjecho-Slowakije - Groot-Brittannië 17 - 3 Tsjecho-Slowakije - Oostenrijk 0 - 0 Tsjecho-Slowakije - Canada 7 - 1 Tsjecho-Slowakije - Zwitserland 4 - 3 Tsjecho-Slowakije - Verenigde Staten |

Argentinië · België · Bulgarije · Canada · Chili · Denemarken · Finland · Frankrijk · Griekenland · Groot-Brittannië · Hongarije · IJsland · Italië · Joegoslavië · Libanon · Liechtenstein · Nederland · Noorwegen · Oostenrijk · Polen · Roemenië · Spanje · Tsjecho-Slowakije · Turkije · Verenigde Staten · Zuid-Korea · Zweden · Zwitserland